# Kalpaks-Denkmal

Kalpaks-Denkmal, 2018

Das Kalpaks-Denkmal ist ein Denkmal für den lettischen Offizier Oskars Kalpaks in der lettischen Hauptstadt Riga.

## Lage
Das Denkmal befindet sich am nördlichen Rand des Parks Esplanade nordöstlich der Rigaer Altstadt, auf der Südseite der Elisabethstraße (Elizabetes iela).

## Gestaltung und Geschichte
Am 27. September 2002 gründete sich ein Kuratorium zum Bau eines Denkmals für Oskars Kalpaks, der als Offizier beim Kampf um die lettische Unabhängigkeit 1918/19 bekannt wurde. Es wurden Spenden bei Letten im In- und Ausland gesammelt. Bei einem Gestaltungswettbewerb setzte sich unter 18 Einreichungen der Entwurf des Bildhauers Gļebs Panteļejevs und des Architekten Andris Veidemanis durch. Als Grafiker war Jānis Reinbergs, als Designer Viesturs Staņislavskis und als Bauingenieur Ēriks Zīverts an der Errichtung beteiligt. Die Einweihung des Denkmals erfolgte am 22. Juni 2006.
Das expressiv wirkende Werk besteht aus einem 4,60 Meter breiten und 8,10 Meter langen geschwungenen Sockel aus schwarzem Granit sowie einer daraus hervorragenden Pyramide aus Edelstahl, auf der das Porträt Kalpaks eingraviert ist. Das Denkmal erreicht eine Gesamthöhe von 3,20 Meter.
Auf dem Sockel befindet sich auf Lettisch auf der linken Seite die Inschrift:
Pulkvedim
OSKARAM KALPAKAM
Latvijas armijas pirmajam komandierim
(deutsch: Oberst / Oskars Kalpaks / Erster Kommandeur der lettischen Armee)
Auf der rechten Seite befindet sich ein Zitat des lettischen Dichters Anšlavs Eglītis:
KO VARU VĒL TEV, TĒVZEME,
PAR SIRDI VAIRĀK DOT … A. Eglītis
(Was kann ich mehr für dich tun, Vaterland, als mein Herz zu geben … A. Eglītis)